# 里普利 (緬因州)
里普利（英語：Ripley）是一個位於美國緬因州薩默塞特縣的鎮。

## 人口
根據2020年美國人口普查的數據，里普利的面積為64.78平方千米，當中陸地面積為63.74平方千米，而水域面積為1.04平方千米。當地共有人口484人，而人口密度為每平方千米7人。